# Hermann Kraft
Hermann Kraft (* 6. Oktober 1941 in Riedau) ist ein ehemaliger österreichischer Politiker (ÖVP). Kraft war zwischen 1972 und 1995 Abgeordneter zum Nationalrat.

## Ausbildung
Kraft besuchte nach der Volksschule das Bischöfliches Gymnasium Petrinum in Linz. Er war zwischen 1965 und 1969 beruflich als Bezirksparteisekretär der ÖVP Ried im Innkreis tätig und war danach von 1969 bis 1993 Landessekretär des ÖAAB Oberösterreich. Des Weiteren war Kraft als Angestellter der Landesbaudirektion in Linz beschäftigt.

## Politik
Kraft begann seine politische Karriere in der Lokalpolitik, wo er von 1962 bis 1964 das Amt des Gemeindeparteiobmanns der ÖVP Riedau innehatte. Er wurde 1967 in den Gemeinderat von Riedau gewählt, war zwischen 1977 und 1984 Bürgermeister in Riedau und schied 1989 aus dem Gemeinderat aus. Innerparteilich war Kraft ab 1970 zudem als Mitglied des ÖVP-Landesparteivorstandes aktiv. Kraft war neben seiner beruflichen Tätigkeit auch politisch für den ÖAAB engagiert und fungierte zwischen 1969 und 1980 als Bezirksobmann des ÖAAB Ried im Innkreis. Zudem wurde er 1970 in den Vorstand des ÖAAB Oberösterreich gewählt. Des Weiteren war er von 1974 bis 1979 Kammerrat und ab 1989 Kammervorstand und Fraktionsobmann der Kammer für Arbeiter und Angestellte für Oberösterreich. 
Zudem engagierte sich Kraft ab 1991 als Präsident des Oberösterreichischen Zivilschutzverbandes und war ab 1993 Vizepräsident des Österreichischen Zivilschutzverbandes. Er hatte des Weiteren die Funktionen des Obmann-Stellvertreters der Arbeitsgemeinschaft der ÖAAB-Nationalräte und Bundesräte inne und war Präsident der Gesellschaft für Sicherheitspolitik und Landesverteidigung.
Kraft vertrat die ÖVP ab dem 29. Mai 1972 im Nationalrat, wobei er die Funktion des Sicherheits- und Wehrsprechers sowie ÖVP-Klubvorstandes innehatte. Er musste sein Mandat mit Wirkung vom 8. Februar 1995 zurücklegen, nachdem ein Tonband aufgetaucht war, in dem er 1994 dem SPÖ-Abgeordneten Peter Marizzi angeboten hatte, Provisionen für den geplanten Ankauf von Hubschraubern für das Österreichische Bundesheer zwischen der ÖVP und der SPÖ aufzuteilen.

## Auszeichnungen
- 1985 Großes Goldenes Ehrenzeichen für Verdienste um die Republik Österreich
- 1980 Großes Silbernes Ehrenzeichen für Verdienste um die Republik Österreich
- Goldenes Ehrenzeichen des Landes Oberösterreich